# Úgolni
Úgolni (en rus: Угольный) és un poble (un possiólok) del krai de Krasnoiarsk, a Rússia, que en el cens del 2010 tenia 260 habitants. Pertany al districte de Balakhtà.